# エドワード・クリントン (第5代リンカーン伯爵)
第5代リンカーン伯爵エドワード・クリントン（英語: Edward Clinton, 5th Earl of LincolnKB、1650年頃 – 1692年11月25日）は、イングランド貴族。1657年から1667年までクリントン卿の儀礼称号を使用した。

## 生涯
クリントン卿エドワード・クリントン（1624年 – 1657年）とアン・ホリス（Anne Holles、1707年10月没、第2代クレア伯爵ジョン・ホリスの娘）の息子として生まれた。
1661年4月23日、イングランド王チャールズ2世の戴冠式でバス勲章を授与された。
1674年、ジャンヌ・ド・ギュリエール（Jeanne de Gulière、1688年8月25日没、ピエール・ド・ギュリエールの娘）と結婚した。
1692年11月25日にブルームズベリー・スクエアの自宅で死去、12月11日にタッターズホールで埋葬された。遺産とリンカーン伯爵位は曽祖父トマスの弟エドワードの孫フランシスが継承したが、クリントン男爵位は父の姉妹キャサリン（1643年8月5日埋葬）、アラベラ（1663年没）、マーガレット（1688年11月1日埋葬）およびその子孫の間で停止状態になった。クリントン男爵位は1721年に停止状態が解消され、マーガレットの孫にあたるヒュー・フォーテスキューが爵位を継承した。